# Patrycja Chojnacka
Patrycja Chojnacka (ur. 20 czerwca 1994 w Lubinie) – polska piłkarka ręczna, bramkarka, od 2017 zawodniczka KPR Ruch Chorzów.
Wychowanka Zagłębia Lubin. W latach 2010–2013 uczennica i zawodniczka pierwszoligowego SMS-u Gliwice. W 2013 powróciła do Zagłębia Lubin. W sezonie 2015/2016, w którym rozegrała 27 meczów w Superlidze, była drugą bramkarką lubińskiej drużyny, zmienniczką Moniki Wąż. Będąc zawodniczką Zagłębia, grała również w Pucharze Zdobywców Pucharów (dwa mecze w sezonie 2013/2014) i Challenge Cup (cztery mecze w sezonie 2015/2016). W 2016 przeszła do AZS-AWFiS Gdańsk. W sezonie 2016/2017 wystąpiła w 30 meczach Superligi, zdobywając bramkę w rozegranym 4 marca 2017 spotkaniu z GTPR-em Gdynia (25:28).  Po wycofaniu gdańskiego klubu z rozgrywek, w lipcu 2017 trenowała z UKS-em PCM Kościerzyną. Nie została jednak zawodniczką tej drużyny. W połowie sierpnia 2017 podpisała roczny kontrakt z Koroną Handball. Od sezonu 2018/2019 zawodniczka Chorzowskiego Ruchu-u. 
Juniorska i młodzieżowa reprezentantka Polski. W grudniu 2011 została wybrana najlepszą bramkarką rozegranego w Rumunii turnieju towarzyskiego juniorek. W 2012 wraz z kadrą Polski uczestniczyła w otwartych mistrzostwach Europy U-18 w Szwecji (7. miejsce). W 2014 wystąpiła w akademickich mistrzostwach świata w Brazylii (9. miejsce). Powoływana również do reprezentacji Polski B seniorek. 
Absolwentka Wyższej Szkoły Zarządzania i Coachingu we Wrocławiu.

## Statystyki
| Klub                                    | Sezon     | Liga      | Liga | Liga | Liga |
| Klub                                    | Sezon     | Liga      | M    | B    |      |
| --------------------------------------- | --------- | --------- | ---- | ---- | ---- |
| SMS Gliwice                             | 2011/2012 | I liga    | 15   | 0    |      |
| SMS Gliwice                             | 2012/2013 | I liga    | 15   | 0    |      |
| SMS Gliwice                             | Razem     | Razem     | 30   | 0    |      |
| Zagłębie Lubin                          | 2013/2014 | Superliga | 17   | 0    |      |
| Zagłębie Lubin                          | 2014/2015 | Superliga | 13   | 0    |      |
| Zagłębie Lubin                          | 2015/2016 | Superliga | 27   | 0    |      |
| Zagłębie Lubin                          | Razem     | Razem     | 57   | 0    |      |
| AZS-AWFiS Gdańsk                        | 2016/2017 | Superliga | 30   | 1    |      |
| Korona Handball                         | 2017/2018 | Superliga | 10   | 0    |      |
| Stan na koniec I rundy sezonu 2017/2018 |           |           |      |      |      |